# Colobini
I colobi (Colobini Jerdon, 1867) costituiscono una tribù di primati appartenenti alla famiglia dei Cercopitecidi (Cercopithecidae). Sia il nome comune italiano che quello scientifico (colobi e Colobus) si riferiscono ad una loro particolarità anatomica, il pollice regredito, cioè «mutilato» (dal greco κολοβός per «mutilato»). La tribù è suddivisa in tre generi con oltre 20 specie.

## Descrizione
I colobi sono primati relativamente grandi e snelli dotati di lunga coda e arti lunghi e sottili. Hanno teste piuttosto piccole e rotonde e sono privi di guance. Il pollice è regredito ad un piccolo moncone nei colobi bianchi e neri (Colobus) e nel colobo verde (Procolobus verus), mentre nei colobi rossi (Piliocolobus) anche questo è del tutto assente. Il pollice residuo dei colobi viene spesso associato ad uno stile di vita arboricolo: una struttura simile è presente anche nelle scimmie ragno dell'America meridionale, un gruppo di primati non imparentato con i colobi. Il colore della pelliccia varia a seconda della specie. Le femmine dei colobi rossi e verdi presentano un significativo gonfiore della regione genitale (gonfiore mestruale) durante il periodo fertile. I maschi subadulti di entrambi i generi presentano una caratteristica simile, denominata gonfiore pseudo-sessuale.

## Distribuzione e habitat
La patria dei colobi è l'Africa occidentale, centrale e orientale: il loro areale si estende dal Senegal al Kenya e, verso sud, si spinge fino all'Angola e allo Zambia.

## Biologia
Queste scimmie abitano prevalentemente nelle foreste, per lo più pluviali e di mangrovie, ma a volte si incontrano anche nelle praterie alberate. Sono animali diurni che trascorrono gran parte della loro vita sugli alberi. I colobi vivono in gruppi caratterizzati da comportamenti sociali diversi a seconda della specie.

### Alimentazione
I colobi si nutrono principalmente di foglie, ma mangiano anche frutta e fiori. Hanno uno stomaco a quattro camere, le cui due superiori fungono da «camere di fermentazione»: in esse si trovano dei batteri speciali in grado di scindere la cellulosa; solo allora il cibo predigerito entra nello stomaco inferiore, dove viene ulteriormente scomposto prima di passare nell'intestino. Questo sistema digestivo costituisce un adattamento ad una dieta di foglie povera di nutrienti e si trova in una forma simile anche nei ruminanti.

### Riproduzione
Il periodo di gestazione è di circa cinque o sei mesi, trascorsi i quali nasce solitamente un unico piccolo. Nei colobi bianchi e neri le femmine del gruppo si prendono cura tutte insieme della prole, mentre presso gli altri generi la madre è l'unica responsabile dell'allevamento dei piccoli. I giovani raggiungono la maturità sessuale dopo tre o quattro anni (femmine) o quattro o sei anni (maschi).

## Conservazione
La principale minaccia per i colobi è, da un lato, la caccia cui sono fatti oggetto per la carne e la pelliccia e, dall'altro, la perdita dell'habitat a causa della distruzione delle foreste. A peggiorare le cose, molte specie vivono in paesi dell'Africa occidentale e centrale dove il benessere degli animali viene messo in secondo piano da guerre e tragedie umanitarie. Quasi tutte le specie vengono elencate come vulnerabili, in pericolo o in pericolo critico dalla IUCN.

## Tassonomia

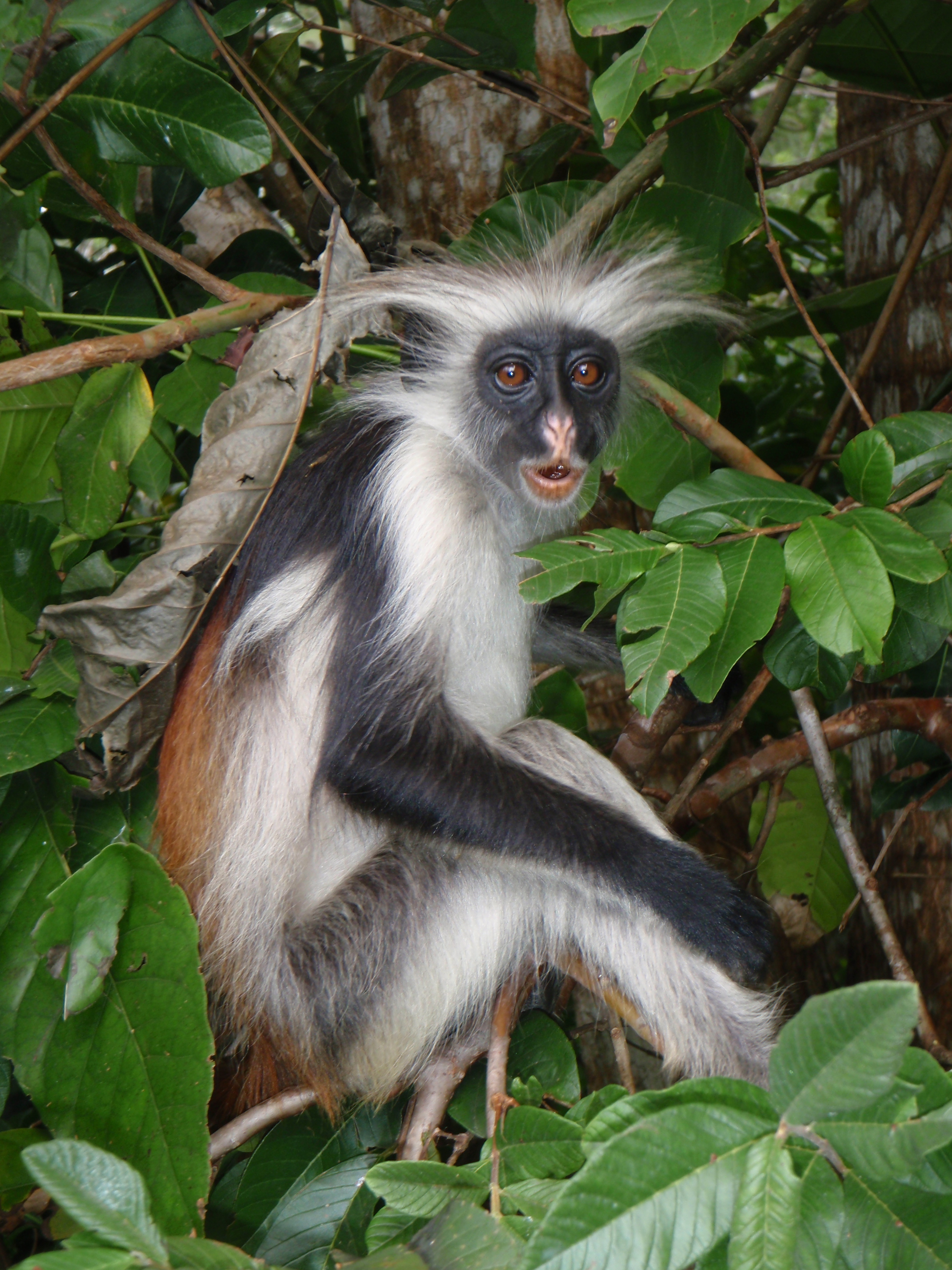
Il colobo rosso di Zanzibar, una delle 17 specie di colobi rossi.

Si distinguono tre generi per un totale di 23 specie, che differiscono tra loro soprattutto per quanto riguarda il colore della pelliccia:
- i colobi bianchi e neri (Colobus) con cinque specie:
  - colobo dell'Angola (C. angolensis) VU
  - guereza (C. guereza) LC
  - colobo orsino o colobo reale (C. polykomos) EN
  - colobo nero (C. satanas) VU
  - colobo velleroso (C. vellerosus) CR
- i colobi rossi (Piliocolobus) con 17 specie, caratterizzate da una pelliccia bruno-rossastra, grigia e spesso nera:
  - colobo ferruginoso o colobo rosso occidentale (P badius) EN
  - colobo rosso di Temminck (P. temminckii) EN
  - colobo rosso di Bouvier (P. bouvieri) EN
  - colobo rosso del delta del Niger (P. epieni) CR
  - colobo rosso dell'Africa centrale (P. foai) EN
  - colobo rosso degli Udzungwa o colobo rosso dell'Iringa (P. gordonorum) VU
  - colobo rosso di Zanzibar (P. kirkii) EN
  - colobo rosso del fiume Lualaba (P. langi) EN
  - colobo rosso di Oustalet (P. oustaleti) VU
  - colobo rosso del Lomami (P. parmentieri) EN
  - colobo rosso di Pennant (P. pennantii) CR
  - colobo rosso di Preuss (P. preussi) CR
  - colobo rosso del Fiume Tana o colobo rosso orientale (P. rufomitratus) CR
  - colobo rosso di Semliki (P. semlikiensis) VU
  - colobo rosso dell'Uganda (P. tephrosceles) EN
  - colobo rosso di Thollon o colobo rosso dello Tshuapa (P. tholloni) VU
  - colobo rosso di Miss-Waldron (P. waldronae) CR
- il colobo verde o di Van Beneden (Procolobus), dalla pelliccia verde oliva:
  - colobo verde o di Van Beneden (P. verus) VU